# Les Tourreilles
Les Tourreilles é uma comuna francesa na região administrativa da Occitânia, no departamento do Alto Garona. Estende-se por uma área de 12.33 km², com 380 habitantes, segundo os censos de 2018, com uma densidade de 31 hab/km².